# Efectul Genovese
Efectul Genovese este un film românesc din 2012 regizat de Jon Gostin. Rolurile principale au fost interpretate de actorii Nicolae Urs, Nicoleta Lefter, Oana Ștefănescu.

## Distribuție
Distribuția filmului este alcătuită din:
- Oana Ștefănescu — Adina
- Vivian Alvizache — Paula
- Nicolae Urs — Silviu
- Nicoleta Lefter — Silvana
- Grigorita Rogobete — vecina
- Vlad Logigan — Peter